# Mi querida Isabel
Mi querida Isabel es una telenovela mexicana producida por Angelli Nesma para Televisa entre 1996 y 1997. Protagonizada por Karla Álvarez y Ernesto Laguardia, con las participaciones antagónicas de Jacqueline Andere, Roberto Ballesteros, Roberto Blandón, Mercedes Molto y Jorge Salinas, con las actuaciones estelares de José Elías Moreno, Nuria Bages, Mauricio Islas, Renée Varsi, el actor argentino Víctor Hugo Vieyra y la actuación del primer actor Gustavo Rojo. Esta telenovela es una versión de la telenovela Paloma de 1975, original de Marissa Garrido.

## Sinopsis
Isabel es una estudiante de leyes que lleva su hogar desde la muerte de su madre. Su padre es un abogado alcohólico, y su hermano es un rebelde al que solo le interesa la música. Isabel se interesa por el caso de Sagrario, que lleva años presa por un crimen que jura que no cometió y decide hacer lo posible para que la pongan libre. Juan Daniel es un joven arquitecto que proviene de una familia acomodada. Su madre, Doña Clara Riquelme Vda. de Márquez, ha vivido en función de sus hijos desde que su esposo fuera asesinado, pero su cariño resulta sofocante para ellos. Juan Daniel sufrió un desengaño amoroso cuando su novia Eugenia lo engañó con un deportista en Puerto Rico.
Ahora Eugenia está libre de nuevo y vuelve a buscar a Juan Daniel, pero el no quiere nada con ella. Daniel conoce a Isabel y se enamora de ella. Ambos ignoran que Sagrario fue acusada de matar al padre del arquitecto, pero la vengativa Doña Clara se enterará y hará lo imposible por separarlos.
Doña Clara al saber que Isabel es hija de Manuel Rivas empieza a odiarla y el día que la conoce la odia más y planea hacerle daño en complicidad con Oscar Fernández, su amante y de Federico Cardona otro cómplice que ha estado ligado a ellos desde el asesinato de Joaquín Marques, debido a que él es el único que sabe realmente quién asesinó al señor Marques.
Isabel y Juan Daniel inician una relación muy a pesar de que Manuel y Clara se oponen rotundamente. Clara le dice a Adela, la hermana de Juan Daniel que Isabel es la hija de Sagrario, la asesina de su padre para que con esa confesión se ponga de su parte y en contra de la relación de su hermano con Isabel. Juan Daniel se entera por Adela que Isabel es la hija de Sagrario y va a la cárcel a enfrentarla para saber si es verdad. Tiempo después Isabel saca a Sagrario de la cárcel y la lleva a vivir con ella sin sospechar que es su verdadera madre. Constantemente le mencionan que ella es su madre y Manuel junto con Sagrario lo niegan.
Isabel se entrega a Juan Daniel por amor. Por un descuido Juan Daniel termina revelando dicha situación tanto a Eugenia como a Clara y lo utilizan para intrigar en contra de ellos con Manuel y así poder separarlos. Manuel enfrenta a Juan Daniel enfrente de Isabel y se genera una fuerte discusión en la que Isabel termina confesándole a su padre que efectivamente tuvo relaciones sexuales con Juan Daniel; arrepentida y avergonzada Isabel le pide que la perdone por haberle fallado. Manuel lleno de ira le reclama a Juan Daniel el haberse burlado de Isabel; en un arranque de ira se roba una pistola y se presenta en la casa de Clara buscando a Juan Daniel para matarlo pero a quien se encuentra es a Clara quien aprovecha para ofenderlo, humillarlo por lo que está a punto de dispararle pero es desarmado por un empleado de la casa. Clara en compañía de Oscar se presentan en el ministerio público para denunciar por intento de homicidio a Manuel. La policía arresta a Manuel. Isabel se entera de que su padre está detenido por intento de asesinato y se presenta en la casa de Clara para llorarle y suplicarle que retire la denuncia en contra de su padre para que este pueda salir libre por lo que Clara aprovecha la oportunidad para chantajearla con retirar la denuncia en contra de Manuel solo si promete alejarse de Juan Daniel para siempre. Isabel no tiene más remedio que aceptar el chantaje y jura alejarse de Juan Daniel. Clara retira los cargos y Manuel sale libre.
Isabel viéndose obligada a cumplir el chantaje empieza a despreciar a Juan Daniel, a tratarlo mal y rechazarlo para que así se decepcione de ella y se aleje para siempre. Manel una noche harto de callar la verdad le revela a Isabel que Sagrario es su verdadera madre. Sagrario le cuenta a Isabel como fue su vida en Veracruz y como fue que la culparon del asesinato de Joaquín Marques; como Isabel ya sentía cariño antes por Sagrario no le cuesta trabajo poder aceptarla como su verdadera madre. En una de las muchas discusiones que tienen Isabel y Juan Daniel, ella le revela que efectivamente Sagrario es su verdadera madre y con eso logra definitivamente que Juan Daniel la desprecie y se aleje de ella.  Posteriormente Isabel empieza a sentirse mal, es examinada por un doctor y le revela que se encuentra embarazada, ella rompe en llanto y desesperación porque no sabe que hacer con esta situación inesperada. Desgraciadamente el doctor que atiende a Isabel es también doctor de Clara y por un descuido de él termina diciéndole a Clara que Isabel está esperando un hijo de Juan Daniel; estando despechado le propone matrimonio a Eugenia por lo que se van a Acapulco y ahí se casan en secreto.
Una noche Clara está espiando a Isabel y saliendo de su trabajo le dispara por la espalda; es internada de emergencia y es necesario operarla. Cuando Manuel y Sagrario se presentan en el hospital, el doctor les informa que Isabel y el bebé que está esperando se encuentran a salvo y con esto Manuel se entera del secreto de Isabel. Juan Daniel y Eugenia regresan de Acapulco por lo que se enteran de que Isabel está en el hospital porque alguien intentó matarla y que además se encuentra embarazada. Eugenia le dice a Clara con una sonrisa en la boca que se casó con Juan Daniel, la noticia no le cae nada bien ya que anteriormente había descubierto por medio de unas fotografías que era también amante de Oscar. Clara visita a Isabel en el hospital solo para decirle que Juan Daniel se casó con Eugenia. Isabel le reclama a Juan Daniel cuando va a visitarla, pero el le promete que se divorciará de Eugenia para casarse con ella ya que a quien ama es a Isabel y solamente se casó por despecho. Días después Isabel es dada de alta y sale del hospital por lo que se reconcilia con Juan Daniel quien posteriormente logra anular su matrimonio con Eugenia provocando la ira de ella en contra de Isabel y decide elaborar una intriga en contra de ella para separarla de Juan Daniel, llamándolo anónimamente para decirle que Isabel está en el departamento de Oscar, Juan Daniel llega buscando a Isabel pero como ella no se encuentra, se enfrasca en una discusión que llega a los golpes con Oscar debido a que le exige que renuncie a su puesto dentro de la fábrica de Clara y este en venganza le dice que su madre se entrega a cualquiera ya que anteriormente le había confesado que su madre y él eran amantes. Oscar saca una pistola y forcejean haciendo que la pistola se dispare, pero afortunadamente no logra herir a ninguno por lo que Juan Daniel se va no sin antes advertirle que hará que renuncie y se aleje de sus vidas. Oscar discute más tarde con Eugenia quien quiere dejarlo y termina golpeándola, ella sale corriendo del departamento. Esa misma noche Clara inicia una relación con Alejandro su nuevo abogado y gerente general de su fábrica.
Al día siguiente Oscar aparece muerto de dos balazos, la policía empieza a investigar y se revela que esa noche Oscar fue visitado por varias personas: Juan Daniel, Eugenia y Federico por lo que son sospechosos de asesinato. Eugenia intriga en contra de Juan Daniel provocando que las sospechas principales recaigan en su contra y finalmente logra que los arresten por el asesinato de Oscar Fernández. En la delegación Isabel trata de ayudarlo pero no lo consigue y corre a ver a Clara para pedirle que lo ayude a salir de la cárcel. Clara se niega para que así la cárcel separe a los enamorados. Más tarde Clara visita a Juan Daniel, quien le reclama por diferentes situaciones y su forma de tratar a Isabel por lo que Clara termina confesándole que ella no es su verdadera madre; Juan Daniel queda destrozado. Isabel al saberlo le reclama a Clara y le advierte que ella será su abogado, lo defenderá y comprobará su inocencia para sacarlo de la cárcel y buscara al culpable para hacer justicia.
Llega el día del juicio y Clara es secuestrada por órdenes de Alejandro quien solo quiere su dinero. Durante el juicio se descubre que la verdadera madre de Juan Daniel es Miguelina, la ama de llaves de la casa de Clara y Juan Daniel primero le reprocha pero después de una larga charla y comprender a su madre termina perdonándola y aceptándola. Clara escucha a uno de sus captores decir que fue secuestrada por órdenes de Alejandro y jura vengarse. La policía logra dar con el paradero de Clara y la rescatan. El juicio sigue su curso e Isabel logra demostrar la inocencia de Juan Daniel y lo exoneran de toda culpa. Clara convoca una rueda de prensa para hablar de su secuestro y en plena sesión desenmascara a Alejandro frente a los reporteros de ser el autor intelectual de su secuestro, se pelean y Clara saca una pistola de su bolsa y le dispara a Alejandro, quien muere posteriormente en el hospital. Clara es encarcelada y posteriormente asesinada por Julia, la compañera de celda de Sagrario; en venganza por lo que le hizo a Sagrario ya que se descubre que Clara mató a Joaquín Márquez. Isabel da a luz a su hijo y se casa por la iglesia con Juan Daniel. La historia termina con el bautizo de su hijo.

## Elenco
- Karla Álvarez - Isabel Rivas
- Ernesto Laguardia - Juan Daniel Márquez
- Jacqueline Andere - Doña Clara Riquelme Vda. de Márquez ( *Villana* )
- José Elías Moreno - Manuel Rivas
- Nuria Bages - Sagrario
- Mauricio Islas - Marcos Rivas
- Mercedes Moltó - Eugenia ( *Villana* )
- Renée Varsi - Adela Márquez Riquelme
- Jorge Salinas - Alejandro Iturbe
- Roberto Ballesteros - Federico ( *Villano* )
- Roberto Blandón - Oscar ( *Villano* )
- Carlos Bracho - Bernardo
- Silvia Caos - Miguelina
- Dacia González - Lupe
- Dacia Arcaráz - Julia
- Eduardo Liñán - Hugo del Real
- Marina Marín - Irma
- Patricia Martínez - Amanda
- Juan Felipe Preciado - Rivero
- Eduardo Noriega - Erasto
- Yadira Santana - Aleida
- Víctor Hugo Vieyra - Octavio Romero
- Abraham Stavans - Medina
- Ariadna Welter - Tita
- Renata Flores - Endolina ( *Villana* )
- Arlette Pacheco - Margarita
- Vanessa Angers - Rosa
- Silvia Campos - Mary
- Mario Carballido - Rafael
- Luis Gatica - Ricardo
- Rafael Inclán - Pantaleón
- Ernesto Godoy - Felipe
- Abraham Ramos - Rolando
- Indra Zuno - Leticia
- Lino Martone - Aldo
- Archie Lanfranco - Dr. Carlos
- Carlos Peniche - Mecala
- Eduardo Iduñate - Callejero
- Julio Mannino - Jorge
- Gustavo Rojo - Joaquín
- Gabriel Soto - Juan
- Maricruz Nájera - Jesusita
- Alfonso Iturralde - Ernesto
- Ismael Larrumbe - Pedro
- Marco Antonio Calvillo - Cácaro
- Octavio Menduet - Detective
- Guillermo Aguilar
- Raúl Padilla "Chóforo"
- Rodolfo Lago
- Aída Naredo
- Virginia Gimeno ( *Villana* )
- Lupe Vázquez
- Patricia Navidad
- Enrique Hidalgo
- Polly - Clara (Joven)
- Ricardo Vera
- Andres Garcia
- Ana María de la Torre
- Zamorita
- Martín Barraza
- Chuty Rodríguez
- Raúl Castellanos
- Jonathan Herrera
- Milagros Rueda
- Carmen Rodríguez
- Tere Pave
- Fabrizio Mercini
- Paty Solorio
- Mané Macedo - Priscila ( *Villana* )
- Daniela Garmendia
- Manuel Cepeda
- Enrique Borja Baena

## Equipo de producción
- Historia original: Marissa Garrido
- Versión libre para televisión: René Muñoz
- Edición literaria: Ricardo Fiallega
- Tema: Mi querida Isabel
- Letra, música y producción: José Ramón Flórez
- Interpretada por: Kairo
- Director de arte: Juan José Urbini
- Escenografía y ambientación: Germán Paredes, Gerardo Hernández
- Diseño de imagen artística: Mike Salas
- Diseño de vestuario: Noemi Enríquez, Fernanda Santiesteban
- Caracterización: Lupelena Goyeneche
- Musicalizador: Mario Barreto
- Editor: Alberto Rodríguez
- Jefe de producción en locación: Humberto Guerra
- Jefe de producción en foro: Betsabeé Alaniz
- Coordinación de producción: Georgina Garibay García
- Relaciones públicas: Ignacio Alarcón
- Productora asociada: María de Jesús Arellano
- Dirección y realización: Antulio Jiménez Pons
- Productora: Angelli Nesma Medina

## Premios

### Premios TVyNovelas 1998
| Categoría            | Nominado(a)       | Resultado |
| -------------------- | ----------------- | --------- |
| Mejor actriz juvenil | Karla Álvarez     | Nominada  |
| Mejor primera actriz | Jacqueline Andere | Ganadora  |

## Versiones
- Paloma (México) producida por Televisa en 1975 y protagonizada por Ofelia Medina, Andrés García y la participación antagónica de Bertha Moss.

- Felicita dove sei? (Italia), adaptada por Angelo Longoni, producida por Alberto Peruzzo Editore para Corona Cinematográfica de Milán en 1985 y protagonizada por Verónica Castro y Marco Marelli.
- Amor de barrio (México), producida por Roberto Hernández Vázquez en el 2015 para Televisa, esta versión está empatada con Muchacha de barrio historia original de Fernanda Villeli, los personajes de Ofelia Medina y Andrés García en Paloma, en esta nueva versión son interpretados por Renata Notni y Mane de la Parra.